# Hervás (Cáceres)
Hervás ist eine westspanische Kleinstadt und eine Gemeinde (municipio) mit 3.921 Einwohnern (Stand: 2024) in der Provinz Cáceres im Norden der autonomen Region Extremadura. Das alte Ortszentrum wurde im Jahr 1969 als Kulturgut (Bien de Interés Cultural) in der Kategorie Conjunto histórico-artístico eingestuft.

## Lage und Klima
Der Ort Hervás liegt oberhalb des Río Ambroz auf einer Bergkuppe der Sierra de Hervás, einem Teil des Iberischen Scheidegebirges, in einer Höhe von ca. 675 m. Die Entfernung nach Plasencia beträgt etwa 55 km (Fahrtstrecke) in südwestlicher Richtung; die Städte Béjar und Salamanca in der Nachbarprovinz Kastilien-León befinden sich etwa 33 bzw. 100 km in nördlicher Richtung. Das Klima ist gemäßigt; Regen (ca. 560 mm/Jahr) fällt hauptsächlich im Winterhalbjahr.

## Bevölkerungsentwicklung
| Jahr      | 1857  | 1900  | 1950  | 2000  | 2021  |
| Einwohner | 3.716 | 4.774 | 4.740 | 3.839 | 3.952 |

Der Bevölkerungsrückgang seit den 1950er Jahren ist im Wesentlichen auf die Mechanisierung der Landwirtschaft, die Aufgabe von bäuerlichen Kleinbetrieben („Höfesterben“) und den damit einhergehenden Verlust von Arbeitsplätzen zurückzuführen.

## Wirtschaft
Hervás lag unweit einer alten Römerstraße, von der im Nachbarort Baños de Montemayor noch Reste zu sehen sind. Im Mittelalter diente die Kleinstadt in hohem Maße als Handwerks- und Handelszentrum für die umliegenden Dörfer; vom 17. bis 19. Jahrhundert gab es hier mehrere Textilmanufakturen. Heute spielen vor allem der Obst- und Gemüseanbau sowie die Holzverarbeitung (Kastanie und Kirsche) die wichtigsten Rollen im Wirtschaftsleben der Stadt. Daneben fungiert die Kleinstadt als Gesundheits-, Ausbildungs-, Verwaltungs- und Dienstleistungszentrum der Comarca Valle del Ambroz.

## Geschichte
Kelten, Römer, Westgoten und selbst die Mauren haben keine Spuren auf dem Gemeindegebiet hinterlassen und so beginnt die Geschichte des Ortes mit der Rückeroberung (reconquista) und Wiederbesiedlung (repoblación) der Gegend im ausgehenden 12. und 13. Jahrhundert. Ausgangspunkt war möglicherweise eine dem Templerorden gehörende Einsiedelei (ermita); später kamen Neusiedler aus dem Norden Spaniens. Hervás gehörte bis ins 15. Jahrhundert hinein zur Grundherrschaft (señorio) der über weite Teile Westspaniens herrschenden Familie Zuñiga, die für ihre Dienste im Jahre 1485 von den Katholischen Königen mit dem Titel „Herzog von Béjar“ belohnt wurde. Erst im Jahr 1816 erhielt Hervás die Stadtrechte (villa) und bei der großen Verwaltungs- und Gebietsreform des Jahres 1833 wurde der Ort der Provinz Cáceres in der Region Extremadura zugeordnet.
Hervás war im ausgehenden Mittelalter das Zentrum einer großen jüdischen Gemeinde, deren Mitglieder jedoch als Folge des Alhambra-Edikts (1492) zum Christentum konvertieren oder aber das Land verlassen mussten.

## Sehenswürdigkeiten

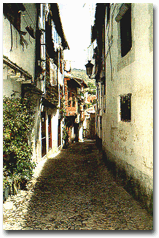
Judería von Hervás

- Die gleichermaßen von der Bruchstein- und Fachwerkarchitektur der Sierra de Francia wie von der maurischen Lehmbauweise im Süden der Iberischen Halbinsel geprägten Häuser und Gassen des Ortes bieten interessante Eindrücke. Insbesondere das ehemalige Judenviertel (judería) im Nordosten der Stadt beeindruckt durch seine engen kieselsteingepflasterten Gassen und manchmal mit Balkonen versehenen und meist weißgetünchten Wohnhäuser.
- Eine einbogige mittelalterliche Steinbrücke überspannt den Río Ambroz, aus welchem die vielen Kieselsteine für das Straßenpflaster entnommen wurden.
- Die im 17. Jahrhundert erbaute Pfarrkirche Santa María oder Santa María de la Asunción de Aguas Vivas bildet den höchsten Punkt der Stadt und steht an der Stelle einer mittelalterlichen Burg (castillo). Der große, aber ansonsten eher schmucklose Bau hat ein barockes Südportal mit begleitenden Doppelsäulen und einem Gesprengten Giebel.
- Aus derselben Zeit stammt die Kirche des Trinitarierordens, die Johannes dem Täufer (San Juán Bautista) geweiht ist. Apsis und Querhausarme sind mit üppigen barocken Schnitzaltären ausgestattet.
- Der im 18. Jahrhundert erbaute Palacio de los Dávila beherbergt heute ein Museum mit Werken des Bildhauers Enrique Pérez Comendador (1900–1981) und seiner Frau, der Malerin Madeleine Leroux (1902–1984).
- Das heutige Rathaus (ayuntamiento) befindet sich in einem Teil des ehemaligen Franziskanerklosters; es hat einen kleinen Innenhof (patio).[5]